# Helictopleurus fissicollis
Helictopleurus fissicollis là một loài bọ cánh cứng trong họ Bọ hung (Scarabaeidae).